# Si Versailles m'était conté...
Si Versailles m'était conté... is een Franse film van Sacha Guitry die werd uitgebracht in 1954.
Dit historisch fresco was in 1954 de meest bekeken film in Frankrijk. 

## Verhaal
Dit groots en weelderig opgevat historisch fresco evoceert drie eeuwen geschiedenis van het kasteel van Versailles. Lodewijk XIII van Frankrijk gaf de opdracht tot het bouwen van een bescheiden jachtpaviljoen en dat bouwwerk werd al een eerste keer door hem vergroot. Het werd verder uitermate uitgebreid en verfraaid, vooral door zijn opvolger Lodewijk XIV van Frankrijk. De pracht en praal aan het luisterrijke hof van Versailles van de twee volgende Franse koningen, Lodewijk XV van Frankrijk en Lodewijk XVI van Frankrijk, en hun romantische en politieke wedervaren, worden ook in beeld gebracht. Talrijke portretten van belangrijke personen van toen en de gebeurtenissen die geleid hebben tot de Franse Revolutie vervolledigen het fresco dat afsluit in 1919, vlak na de Eerste Wereldoorlog.

## Rolverdeling
| Acteur              | Personage                                            |
| ------------------- | ---------------------------------------------------- |
| Georges Marchal     | Lodewijk XIV van Frankrijk (jong)                    |
| Yves Deniaud        | een boer                                             |
| Tino Rossi          | een gondelier                                        |
| Gérard Philipe      | D'Artagnan                                           |
| Nicole Courcel      | Madame de Chalis                                     |
| Fernand Gravey      | Molière                                              |
| Claudette Colbert   | Madame de Montespan                                  |
| Mary Marquet        | Madame de Maintenon                                  |
| Pauline Carton      | Catherine Deshayes, la Voisin                        |
| Sacha Guitry        | Lodewijk XIV van Frankrijk (ouder) (en de verteller) |
| Jacques François    | Louis de Rouvroy                                     |
| Jean-Louis Barrault | Fénelon                                              |
| Georges Chamarat    | Jean de La Fontaine                                  |
| Jean Murat          | François-Michel le Tellier                           |
| Jean Richard        | Du Croisy, de acteur die Tartuffe speelt             |
| Daniel Gélin        | Jean Collinet                                        |
| Brigitte Bardot     | Mademoiselle de Rosille                              |
| Danièle Delorme     | Louison Chabray                                      |
| Jean Marais         | Lodewijk XV van Frankrijk                            |
| Michel Auclair      | Jacques Damiens, de zoon van Robert François Damiens |
| Jean Desailly       | Marivaux                                             |
| Micheline Presle    | Madame de Pompadour                                  |
| Jean-Pierre Aumont  | kardinaal de Rohan                                   |
| Gino Cervi          | Alessandro Cagliostro                                |
| Jean-Claude Pascal  | graaf Axel de Fersen                                 |
| Gaby Morlay         | gravin de la Motte                                   |
| Lana Marconi        | Marie Antoinette van Oostenrijk / Nicole Legay       |
| Orson Welles        | Benjamin Franklin                                    |
| Louis Seigner       | Antoine Lavoisier                                    |
| Charles Vanel       | graaf Charles Gravier de Vergennes                   |
| Édith Piaf          | de volksvrouw die Ah ! ça ira zingt                  |
| Philippe Richard    | Lodewijk Filips I van Frankrijk                      |
| Jean Tissier        | een museumbewaker                                    |
| Pierre Larquey      | een museumbewaker                                    |
| Bourvil             | een museumbewaker                                    |
| Annie Cordy         | Madame Langlois                                      |
| Aimé Clariond       | Antoine de Rivarol                                   |
| Jacques Berthier    | Robespierre                                          |
| Renée Devillers     | Madame Henriette Campan                              |
| Émile Drain         | Napoleon Bonaparte                                   |
| Tania Fédor         | Maria Leszczyńska                                    |
| Jacques de Féraudy  | Voltaire                                             |
| Roger Gaillard      | d'Alembert                                           |
| Gilbert Gil         | Jean-Jacques Rousseau                                |
| Jean Lanier         | Denis Diderot                                        |
| Lucien Nat          | Montesquieu                                          |
| Frédéric Rossif     | een volksmens                                        |